# Ferdinando Sanfelice
Pour les articles homonymes, voir Sanfelice.
Ferdinando Sanfelice (né le 18 février 1675 à Naples, alors capitale du royaume de Naples, et mort dans la même ville le 1er avril 1748) est un architecte et sculpteur italien du XVIIIe siècle.

## Biographie
La source principale pour l'étude de sa biographie est sa vie écrite par son ami Bernardo de Dominici, publiée en 1745, quand l'architecte était encore en vie. Le peintre et historien d'art Bernardo de Dominici décrit Sanfelice ainsi : « de haute stature, de complexion robuste et bien proportionnée, à la peau blanche, aux yeux noirs et aux cheveux tirant sur le blond. »

### Formation
Ferdinando Sanfelice naît le 18 février 1675, septième enfant de Camillo Sanfelice et de son épouse, née Ippolita Moccia. Dès l'enfance, il est passionné d'art mécanique et de dessin. Il fait de bonnes humanités (latin, grec, philosophie), se passionne pour les lettres classiques et la poésie. Il a pour professeurs Carlo Majelli, en philosophie, Luca Antonio Porzio et Antonio di Monforte en mathématiques. Son père veut le diriger vers les études juridiques, mais il meurt en 1691, et son éducation est confiée à son frère aîné Antonio (1659-1736). Ferdinando Sanfelice se forme donc à l'architecture. C'est l'époque de la restauration de la basilique Santa Restituta voulue par les chanoines Sanfelice, Corcione, Matina et Carlo Celano (it) et confiée à Arcangelo Guglielmelli, Lorenzo Vaccaro et Bartolomeo Ghetti (it). La même année, Antonio Sanfelice montre à Francesco Solimena plusieurs tableaux de son frère Ferdinando, le faisant ainsi entrer dans l'entourage de Solimena.
En 1698, il épouse Agata Ravaschieri qui lui donnera treize enfants, mais dont seuls trois atteignent l'âge adulte : Camillo, Agnese (religieuse au couvent de Donnalbina) et Fortunata. En 1700, il dessine un retable d'autel pour l'église San Carlo all'Arena.

### Débuts
Son premier chantier est en 1701 la réalisation de la chapelle funéraire de la chapelle royale du Trésor de saint Janvier exécutée pour les funérailles de Charles II d'Espagne. La même année, il poursuit son travail auprès des membres de la fabrique de cette chapelle en faisant des machines de festivité pour la fête de saint Janvier le 19 septembre, et auprès des édiles de la ville où il restructure avec Lorenzo Vaccaro le sanctuaire San Gennaro alla Solfatara (it) (à Pouzolles), avec Lorenzo Vaccaro.
Il est élu comme représentant et réviseur de diverses charges publiques et en 1706 conçoit le revêtement de piperno du palazzo Capuano (it) ; à partir de 1705, il travaille pour l'église San Giovanni a Carbonara et en conçoit l'escalier en 1708. Pendant la même période, il est l'auteur des projets de stucs et du maître-autel de l'église de la Redenzione dei Cattivi (it) avec la participation de Domenico Antonio Vaccaro dans la réalisation de l'autel.
De 1707 à 1709, il s'occupe de la restructuration du palazzo Ravaschieri de Satriano et en 1708 publie le Parere di D. Ferdinando Sanfelice circa il riparo da darsi alla cupola della cappella del Tesoro di S. Gennaro. L'édicule de Saint-Janvier de l'église Santa Caterina a Formiello est conçu par lui en 1709 avec la participation des sculpteurs Lorenzo et Domenico Antonio Vaccaro.

### Maturité artistique et les expériences de Nardò et de Salerne
Avec l'appui de son frère Antonio, recteur de Nardò, Ferdinando Sanfelice a travaillé sur plusieurs édifices religieux de la ville, comme la basilique-cathédrale Santa Maria Assunta. À Salerne, dans les années 1720-1730, il a été chargé de la construction de bâtiments religieux ou civils, tel que le palais Conforti.

### Dernières années
En 1742, Ferdinando San Felice a reconstruit la façade de la basilique San Lorenzo Maggiore de Naples. Il est l'auteur des plans du palais de Horatiis de Naples. En 1744, il conçoit l'ensemble du chœur de marbre, avec le maître-autel, de l'église Santa Maria delle Grazie de la piazzetta Mondragone qui est réalisé par Domenico Astarita. L'année suivante est riche en événements, car sa sœur Chiara meurt, après son cher frère Antonio mort en 1736, le laissant dernier de la fratrie. Domenico Antonio Vaccaro, son fidèle ami, et parfois rival, meurt également. En août 1745, il dessine les sculptures du petit chœur de l'église Santa Chiara de Nola et celles de la façade de l'église Santa Maria dei Vergini de Naples, avec Giuseppe Astarita (it). En 1746, il dessine des scènes de paysages arcadiens pour le réfectoire du couvent San Giuseppe dei Ruffi réalisées ensuite par Gennaro Chiajese.
Avec Martino Buonocore (it), Niccolò Tagliacozzi Canale et Antonio Canevari, il conçoit les grilles extérieures de la basilique du Spirito Santo et avec Luca (it) et Bartolomeo Vecchione (it), la grille de la chapelle Sainte-Candide de l'église Sant'Angelo a Nilo. Il travaille dans le parc de Capodimonte à la réalisation du petit bâtiment de la manufacture de porcelaine.
Son maître Francesco Solimena meurt en 1747, l'année où il bâtit l'église San Gennaro dans le parc de Capodimonte. Ses dernières commandes sont des chantiers à la villa Durante d'Ercolano, de la part du duc de Grifalco, et la réfection du palais Cassano Ayerbo D'Aragona (it).
Il meurt le 1er avril 1748. Trois jours plus tard, son fils Camillo organise la chapelle funéraire de son père, réalisée par Giovanni Grieco, sous la direction de Giuseppe Astarita (it) qui complète les chantiers laissés incomplets de Sanfelice.

## Galerie

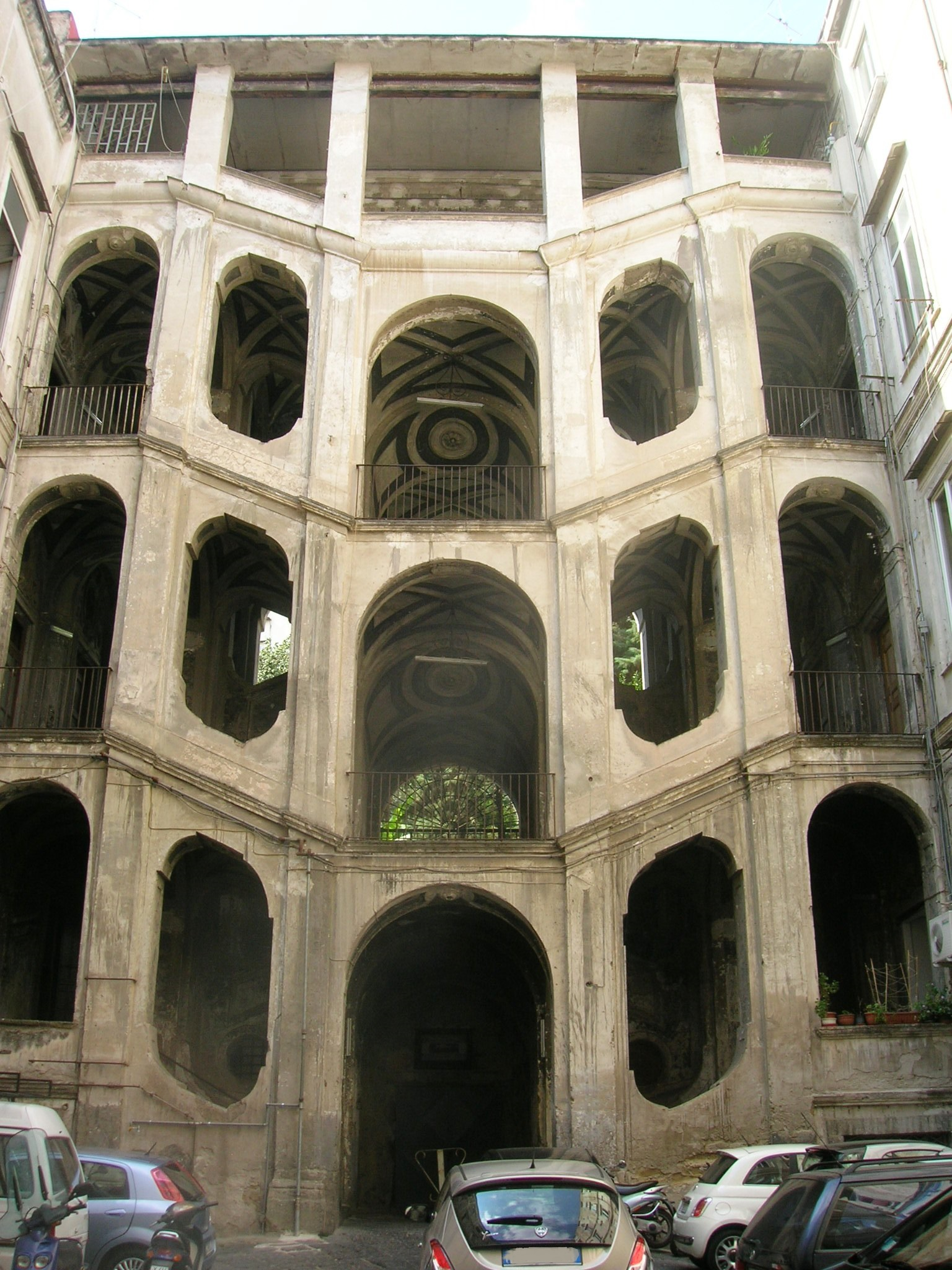
Le palais Sanfelice, à Naples
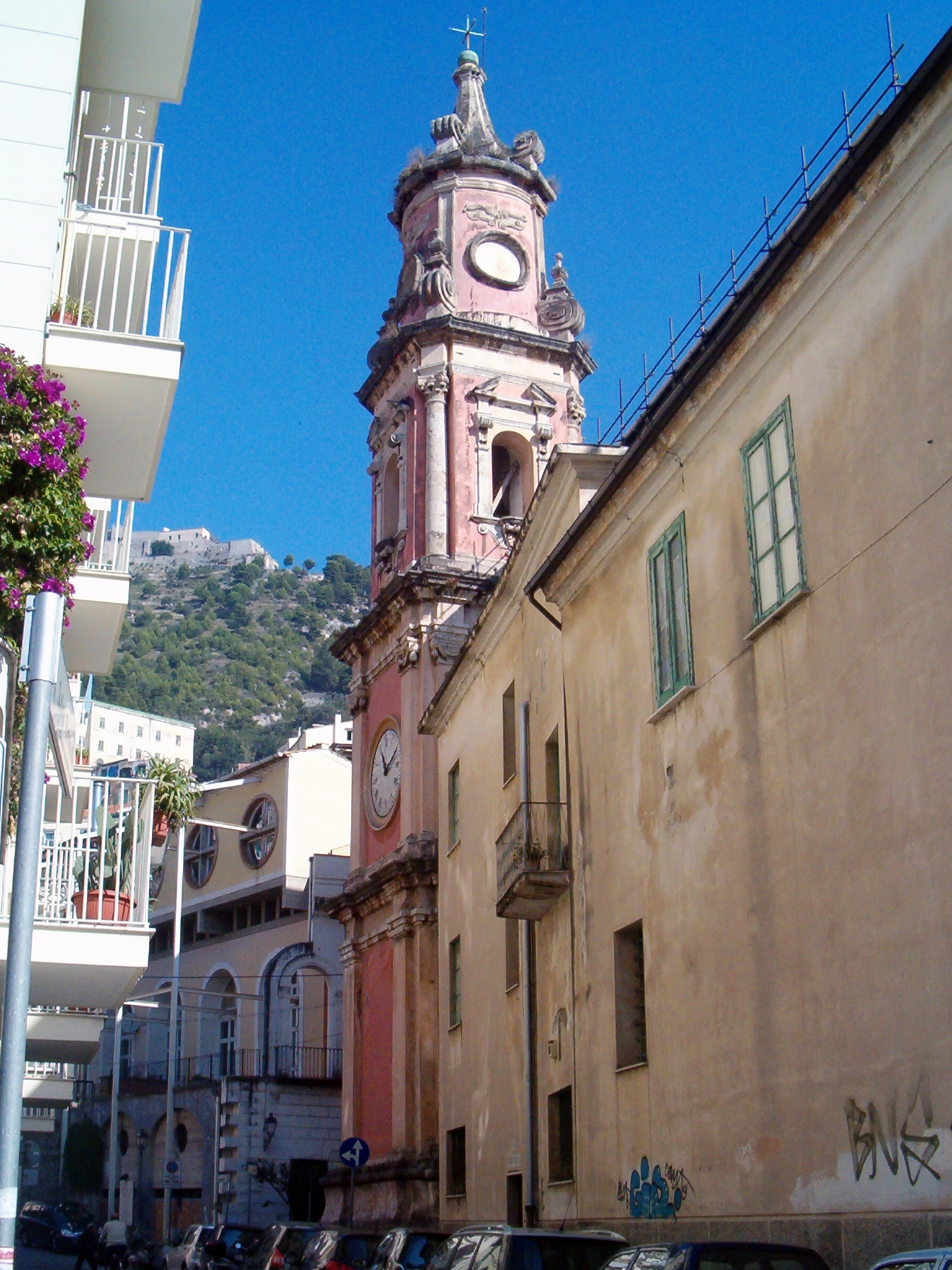
Le campanile de l'Annunziata
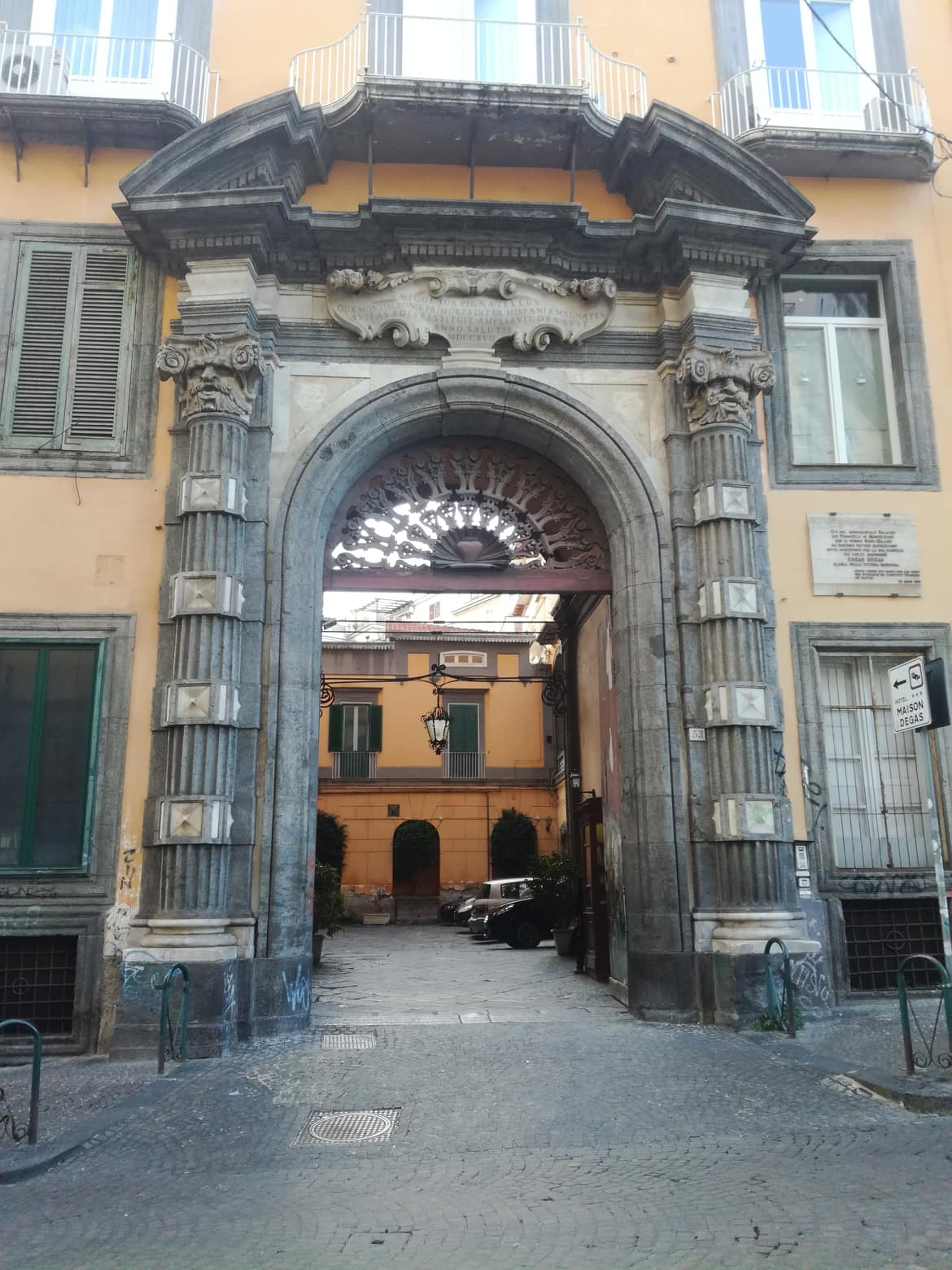
Le palais Trinità
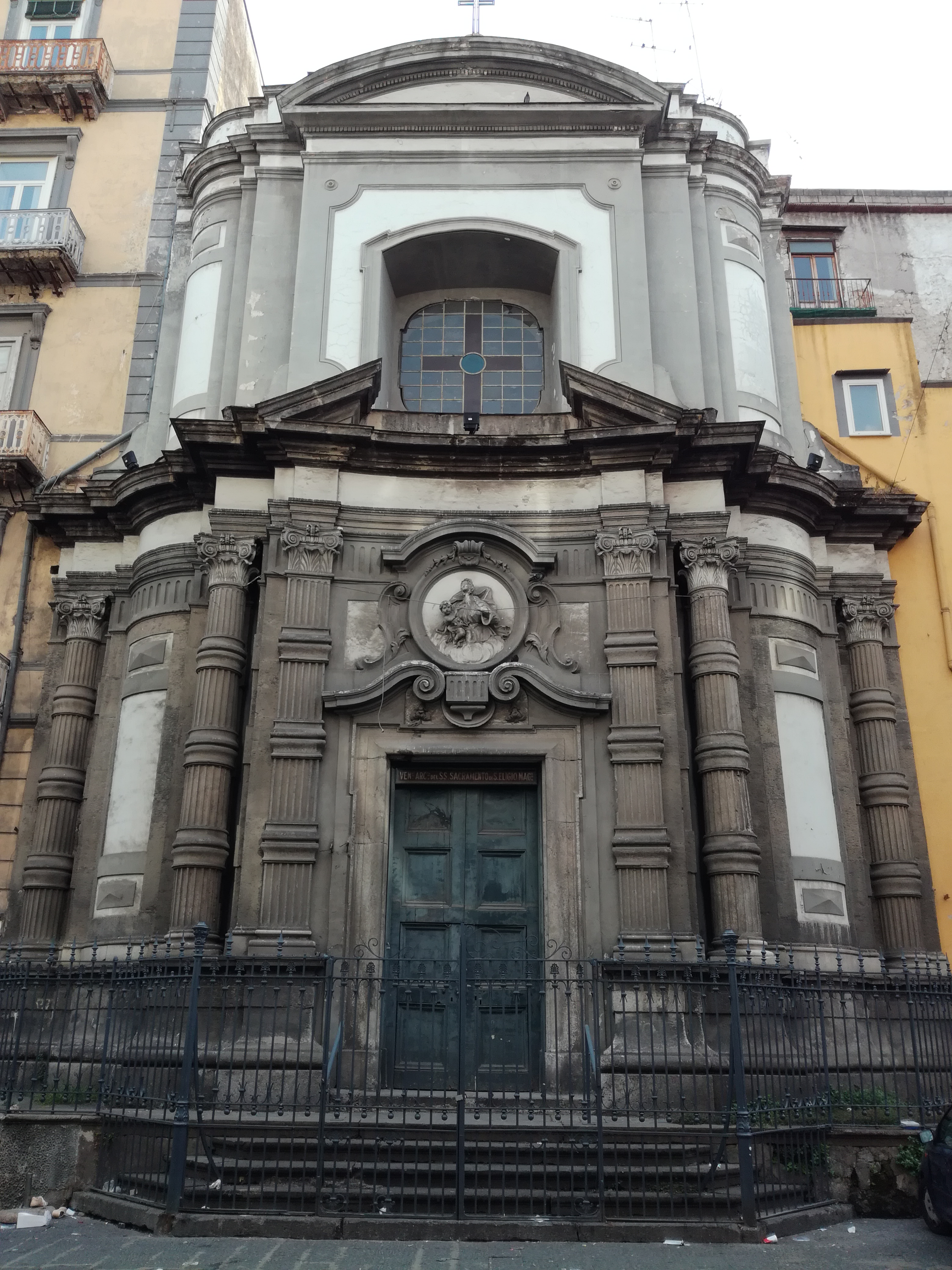
L’Église Santa Maria Succurre Miseris ai Vergini de Naples

## Source de traduction
- (it) Cet article est partiellement ou en totalité issu de l’article de Wikipédia en italien intitulé « Ferdinando Sanfelice » (voir la liste des auteurs).

1. 1 2  Liste des édifices sur Ferdinando Sanfelice